# Casa Armour-Stiner
La Casa Armor-Stiner es una de las casa de estilo victoriano en forma de octágono y abovedada ubicada en 45 West Clinton Avenue en Irvington, en el condado de Westchester, en el estado de Nueva York. Fue designada Hito Histórico Nacional en 1976. Es la única residencia octogonal totalmente abovedada que se conoce y la única casa inspirada en el Templete de San Pietro in Montorio de 1502 de Donato Bramante en Roma. Ese Templo, de elegantes proporciones, fue construido en forma de tholos, una estructura clásica de planta circular. La Armor-Stiner House refleja la fascinación de Estados Unidos por las formas clásicas en el tercer cuarto del siglo XIX.

## Historia
La casa fue construida en 1859-1860 por el financiero Paul J. Armour basándose en las ideas arquitectónicas de Orson Squire Fowler, autor de The Octagon House: A Home for All Occasions. Fowler creía que las casas octogonales encerraban más espacio, proporcionaban más luz solar interior y que sus habitaciones eran fácilmente accesibles entre sí. Se desconoce el arquitecto de la casa. Es la única casa octogonal conocida basada en la forma de columnata abovedada de un templo romano. Se agregó la cúpula y la casa fue ampliada durante 1872-1876 por Joseph Stiner, que era un importador de té. Se dice que la Casa Armor-Stiner es una de las casas octágono más lujosas construidas en el período, y ahora es una de las cien que aún existen.
En la década de 1930, la casa era propiedad de Aleko E. E. Lilius, un escritor y explorador finlandés, y de 1946 a 1976 por el historiador Carl Carmer, quien sostenía que estaba encantada. En 1976, pasó a ser propiedad del National Trust for Historic Preservation para evitar que fuera demolida. El Fideicomiso no pudo financiar la cantidad de renovación que requería la propiedad y se la vendió al arquitecto conservacionista Joseph Pell Lombardi, quien ha conservado y renovado los interiores, los terrenos y las dependencias.
La casa sigue siendo una residencia privada. Está ubicada en el lado sur de West Clinton Avenue, en la cima de una colina con vista al río Hudson, al oeste. Está a unos 1650 pies del río y unos 140 pies por encima de él, de acuerdo con las ideas de ubicación de Fowler. El Antiguo Acueducto de Croton, otro Monumento Histórico Nacional, linda con la propiedad en el este.
En septiembre de 2017, Lombardi ofreció la casa en alquiler a través de Sotheby's, por 40.000 dólares al mes.

## Descripción
La casa de cuatro pisos, más un observatorio, abarca 780 m². El complejo incluye un granero, una cochera, un pozo utilizado como gazebo y el invernadero original de Lord & Burnham. El piso principal de la casa está rodeado por una terraza decorada con detalles de pan de jengibre de madera tallada e iluminada con lámparas de gas. El interior de la casa incluye un hall de entrada, un solárium, una biblioteca, una sala de curiosidades, una sala de música al estilo del neoegipcio, una "sala de baile" de 360 grados agregada por Stiner, una sala de billar, una bodega, siete dormitorios y tres baños, dos cocinas y una despensa.

## Galería

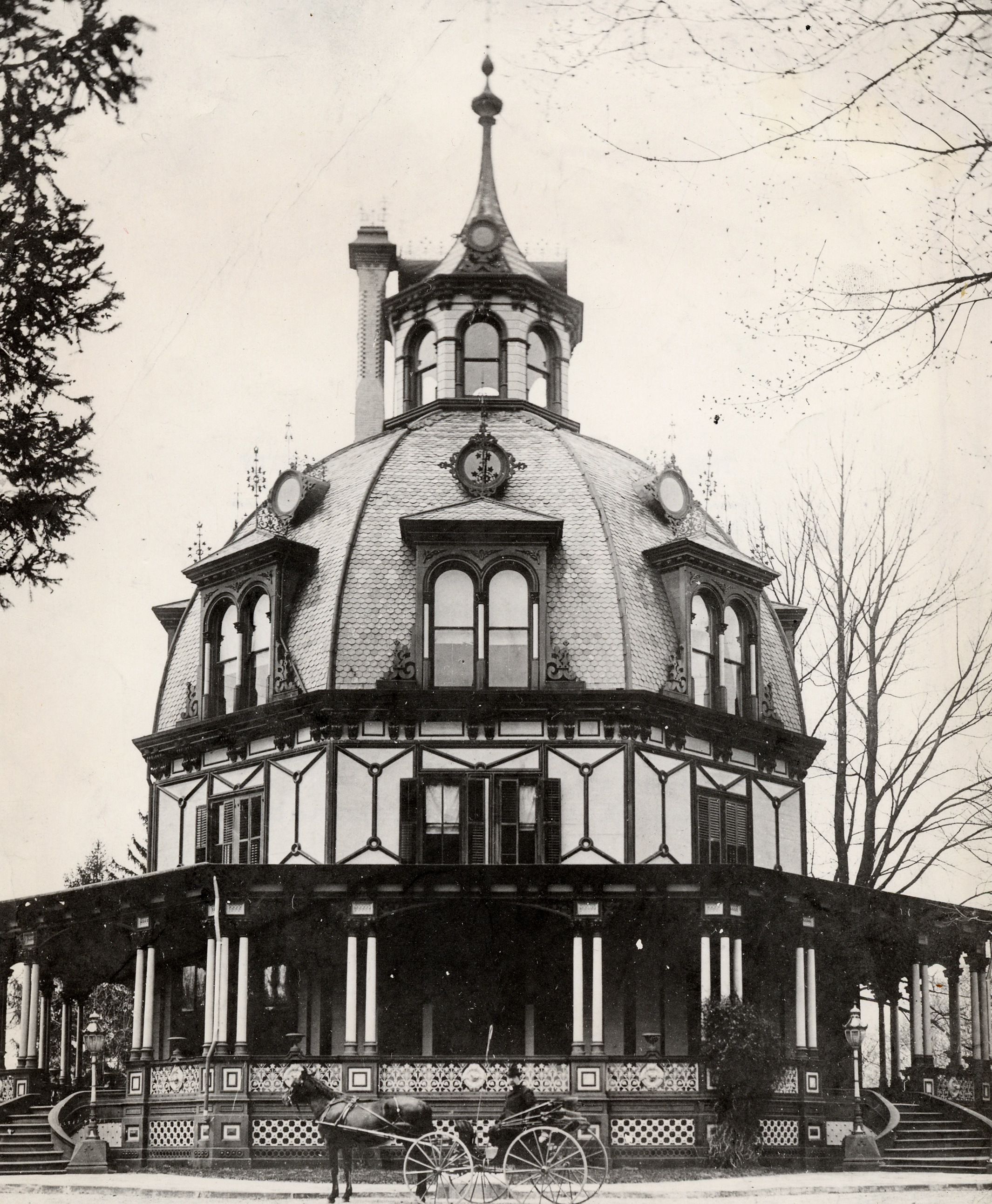
Aspecto en 1882
Interior, primer piso
Escaleras de acceso al observatorio
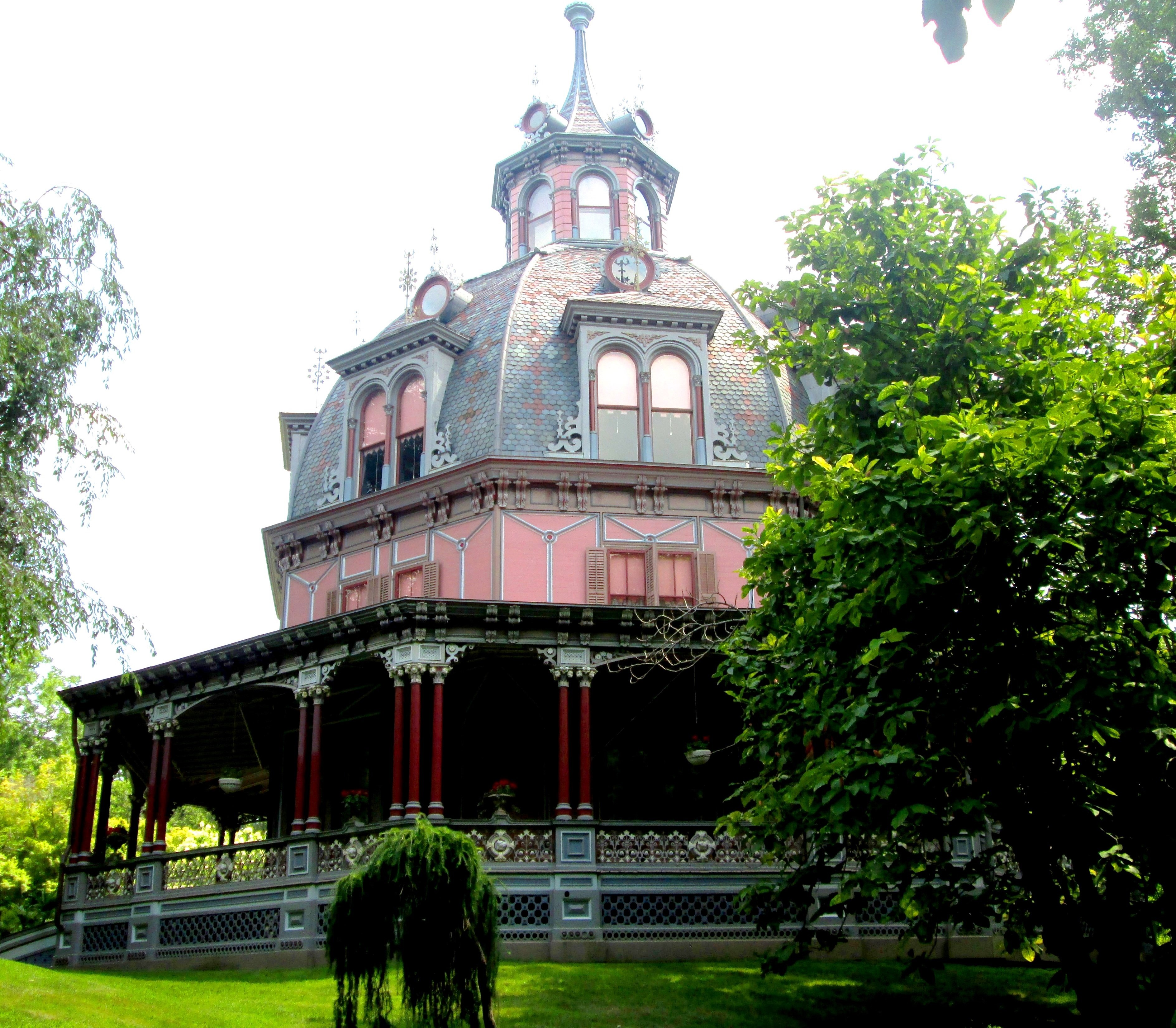
Vista desde el jardín